# Смолевичи
Смолевичи (на беларуски: Смалявічы; на руски: Смолевичи) е град в Беларус, административен център на Смолевички район, Минска област. Населението на града е 16 784 души (по приблизителна оценка от 1 януари 2018 г.).

## История
За пръв път селището е упоменато през 1448 година, през 2010 година получава статут на град.